# Certhilauda curvirostris
A Certhilauda curvirostris a madarak osztályának verébalakúak (Passeriformes) rendjébe, ezen belül a pacsirtafélék (Alaudidae) családjába tartozó faj.

## Rendszerezése
A fajt Johann Hermann francia orvos és természettudós írta le 1783-ban, az Alauda nembe Alauda curvirostris néven.

## Alfajai
- Certhilauda curvirostris falcirostris (Reichenow, 1916) – Namíbia, nyugat-Dél-afrikai Köztársaság partvidéke (délen az Olifants-folyóig);
- Certhilauda curvirostris curvirostris (Hermann, 1783) – délnyugat-Dél-afrikai Köztársaság partvidéke (északon az Olifants-folyótól).

## Előfordulása
Afrika délnyugati részén, a Dél-afrikai Köztársaság és Namíbia területén honos. Természetes élőhelyei a  szubtrópusi és trópusi gyepek és cserjések, valamint legelők és szántóföldek. Állandó, nem vonuló faj.

## Megjelenése
Testhossza 24 centiméter, testtömege 40-60 gramm.

## Természetvédelmi helyzete
Az elterjedési területe nagyon nagy, egyedszáma ugyan csökken, de még nem éri el kritikus szintet. A Természetvédelmi Világszövetség Vörös listáján nem fenyegetett fajként szerepel.